# 北西社会開発協議会

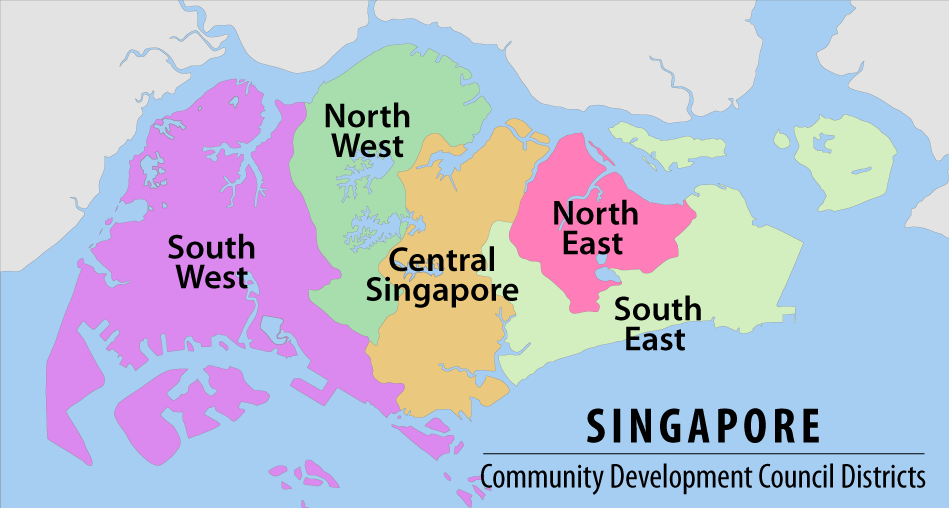
社会開発協議会の区画

北西社会開発協議会（ほくせいしゃかいかいはつきょうぎかい、英: North West Community Development Council）は、シンガポールにある5つの社会開発協議会の一つである。

## 隣接行政区画
- ジョホール州（ジョホール海峡を挟んで） - ジョホール・シンガポール・コーズウェイ
- 南西社会開発協議会
- シンガポール中央社会開発協議会